# محطة مدينة مكناس
محطة مدينة مكناس هي محطة السكك الحديدية الأكبر في مدينة مكناس في المغرب من بين محطتي سكك حديدية موجودة في المدينة، والأخرى هي محطة مكناس الأمير عبد القادر. وتقع محطة مدينة مكناس في منطقة المدينة الجديدة في شارع القوات المسلحة الملكية بالقرب من الشركة المغربية للنقل.

## لمحة تاريخية
كانت عمليات تجديد وتطوير محطة مدينة مكناس جزءًا من مشروع تجديد محطات السكك الحديدية الذي اقترحه المكتب الوطني للسكك الحديدية في المغرب، والذي كان يهدف إلى تطوير محطة مدينة مكناس لاستيعاب المزيد من المسافرين من مستقلي القطارات فائقة السرعة.
تتوقف القطارات السريعة المتجهة من مدينة الدار البيضاء إلى مدينة فاس أو العكس في هذه المحطة. وتتضمّن المرافق الخدميّة الملحقة بالمحطّة كافيتريا وكشك وماكينات مخصصة لبيع تذاكر القطارات.

## الخطوط
- فاس - الدار البيضاء